# Ligne 126 (Infrabel)
Pour les articles homonymes, voir Ligne 126.
La ligne 126 relie Statte (près de Huy) à Ciney, en traversant le Condroz via les vallées du Hoyoux et du Bocq.
La gare de Huy (sur la "dorsale wallonne") étant très encaissée, c'est dans le bourg de Statte que le nœud ferroviaire est installé. La jonction "Hesbaye Condroz" (Landen - Huy - Ciney), d'intérêt secondaire, y croise la ligne principale, établie par la Compagnie du Nord - Belge.

## Description

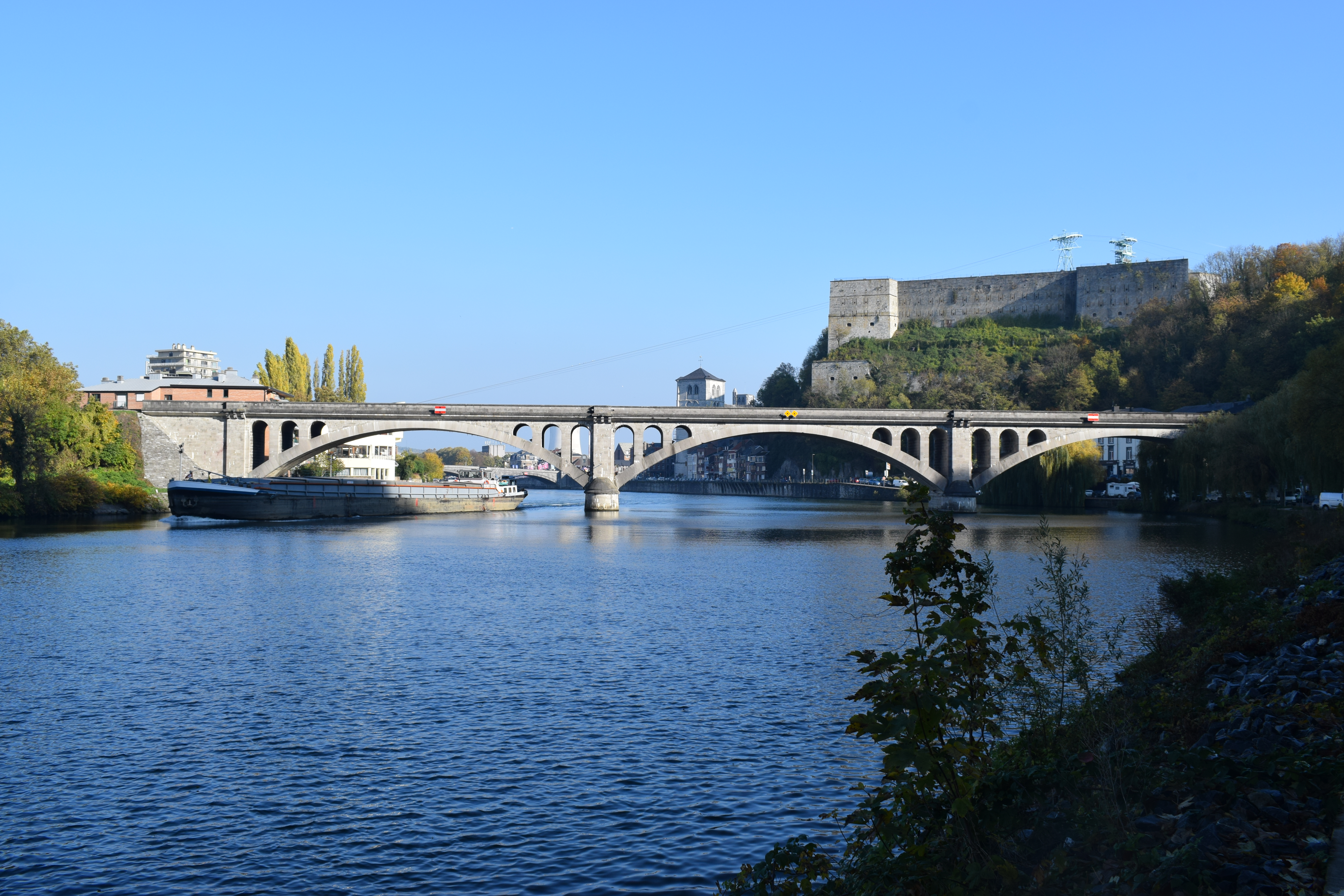
Le «pont de fer» près de Huy.

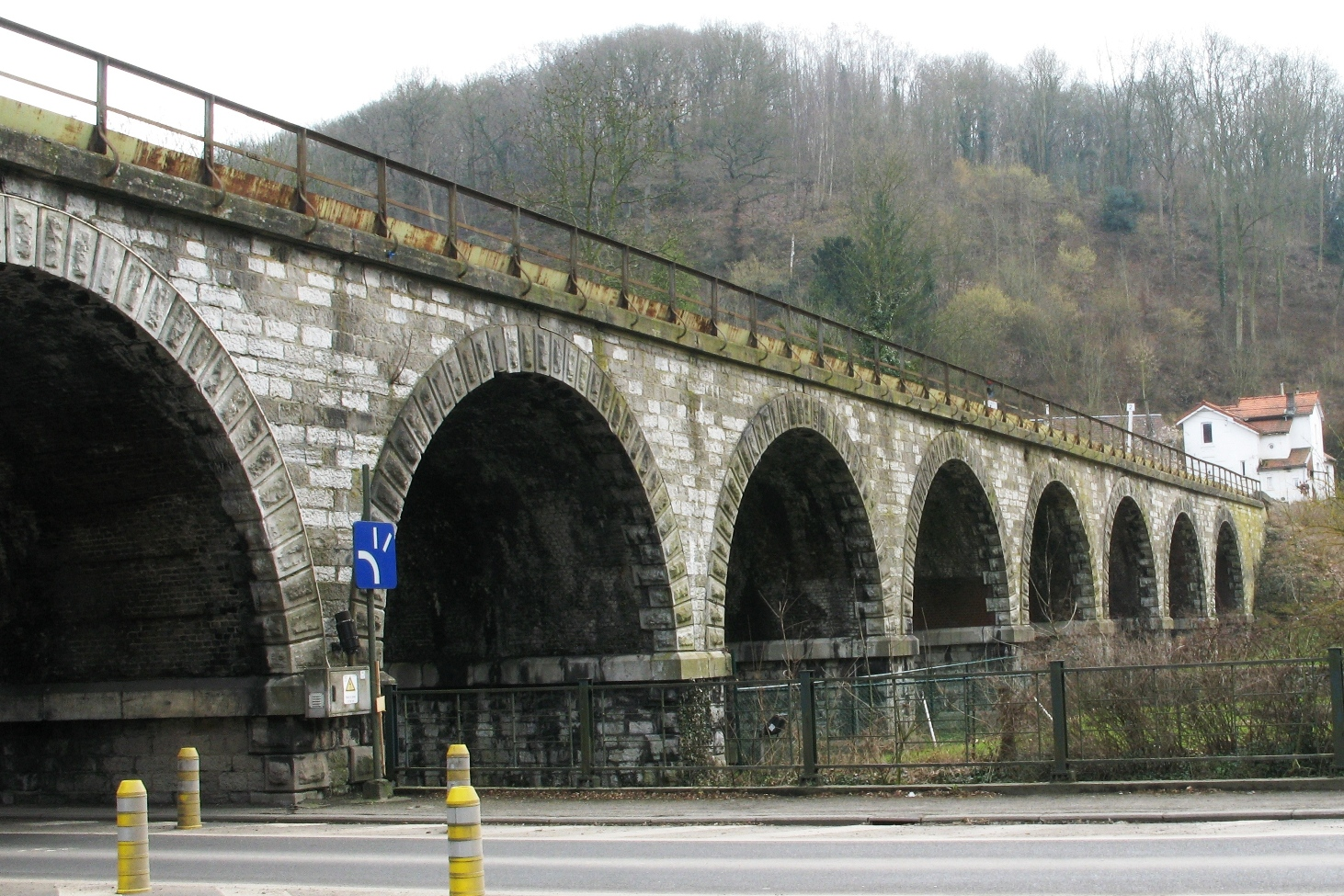
Le viaduc du Chinet dans la vallée du Hoyoux.

La ligne a toujours été à voie unique, avec plusieurs évitements. Les ouvrages d'art de la jonction Statte - Marchin sont au gabarit "double voie" mais sans que cela n'ait jamais été nécessaire de dédoubler la voie.
Elle constitue le prolongement de la ligne 127, de Landen à Statte.
Elle dessert le centre de Huy, dont elle unit les deux rives disposant chacune de leur gare via le "pont de fer" (l'actuel pont est construit en pierre de taille mais a conservé le nom d'un ouvrage plus ancien détruit à la fin de la Première Guerre mondiale). Jusqu'en 1940, la gare de Huy-Sud, située sur cette ligne, sera la seule de la ville à appartenir aux chemins de fer étatiques.
La ligne s'extrait de la vallée de la Meuse via deux tunnels puis suit la vallée du Hoyoux en serpentant entre la rivière et la route nationale. Ce tronçon était émaillé de nombreuses industries. Aujourd'hui[Quand ?], seules les tôleries Delloye-Matthieu aux Forges (Marchin) sont toujours en activité, justifiant la survie d'une antenne ferroviaire vers Statte en exploitation simplifiée (vitesse limitée à 40 km/h).
Suivent ensuite, après un troisième tunnel, les entités condrusiennes de Modave, Clavier, Havelange et Hamois avant d'atteindre Ciney et la ligne du Luxembourg.
Depuis Les Forges jusqu'à Ciney, la ligne a été déferrée, transformée en RAVeL et empruntée par les usagers non motorisés.

## Historique

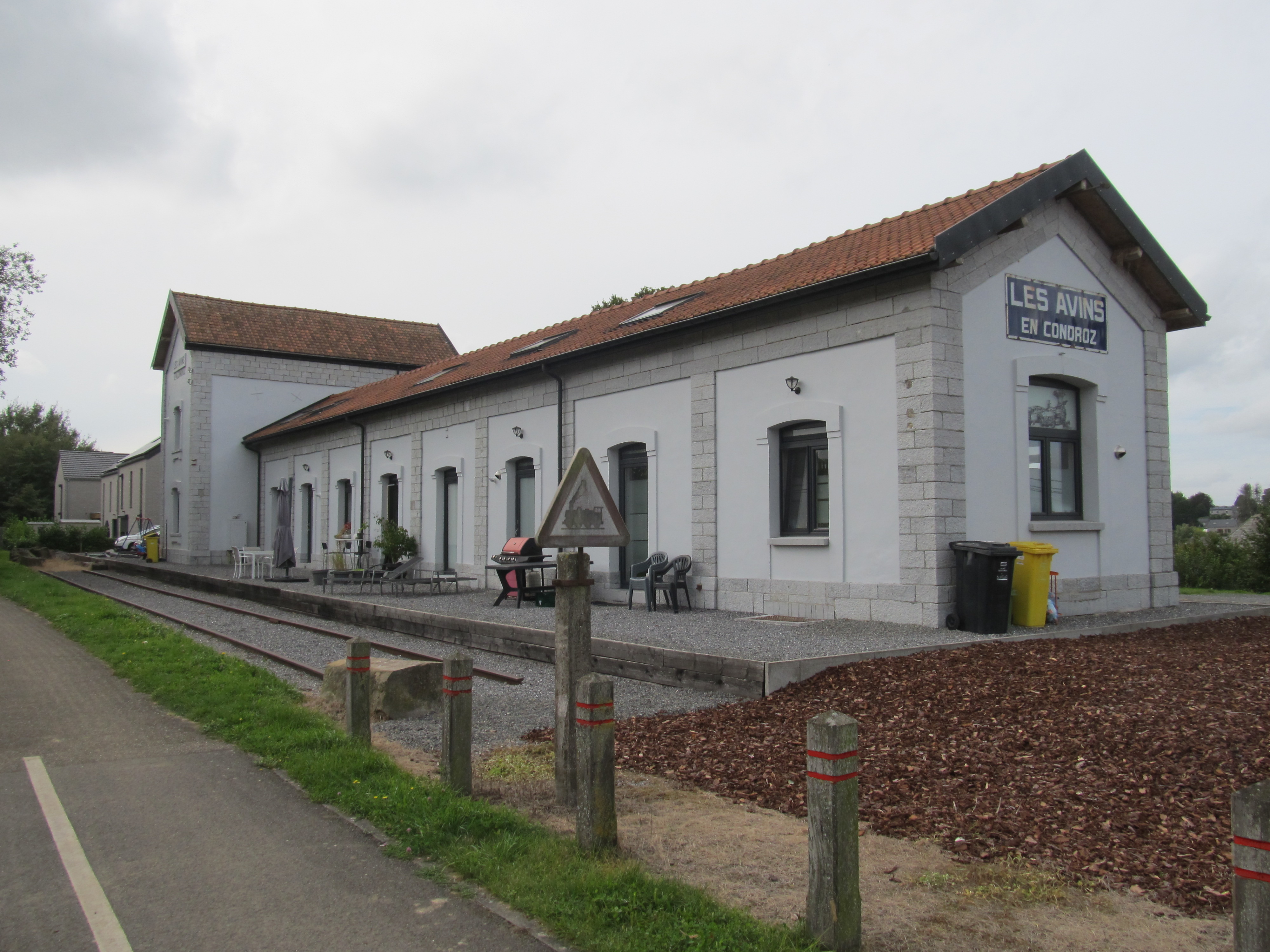
Gare des Avins-en-Condroz.

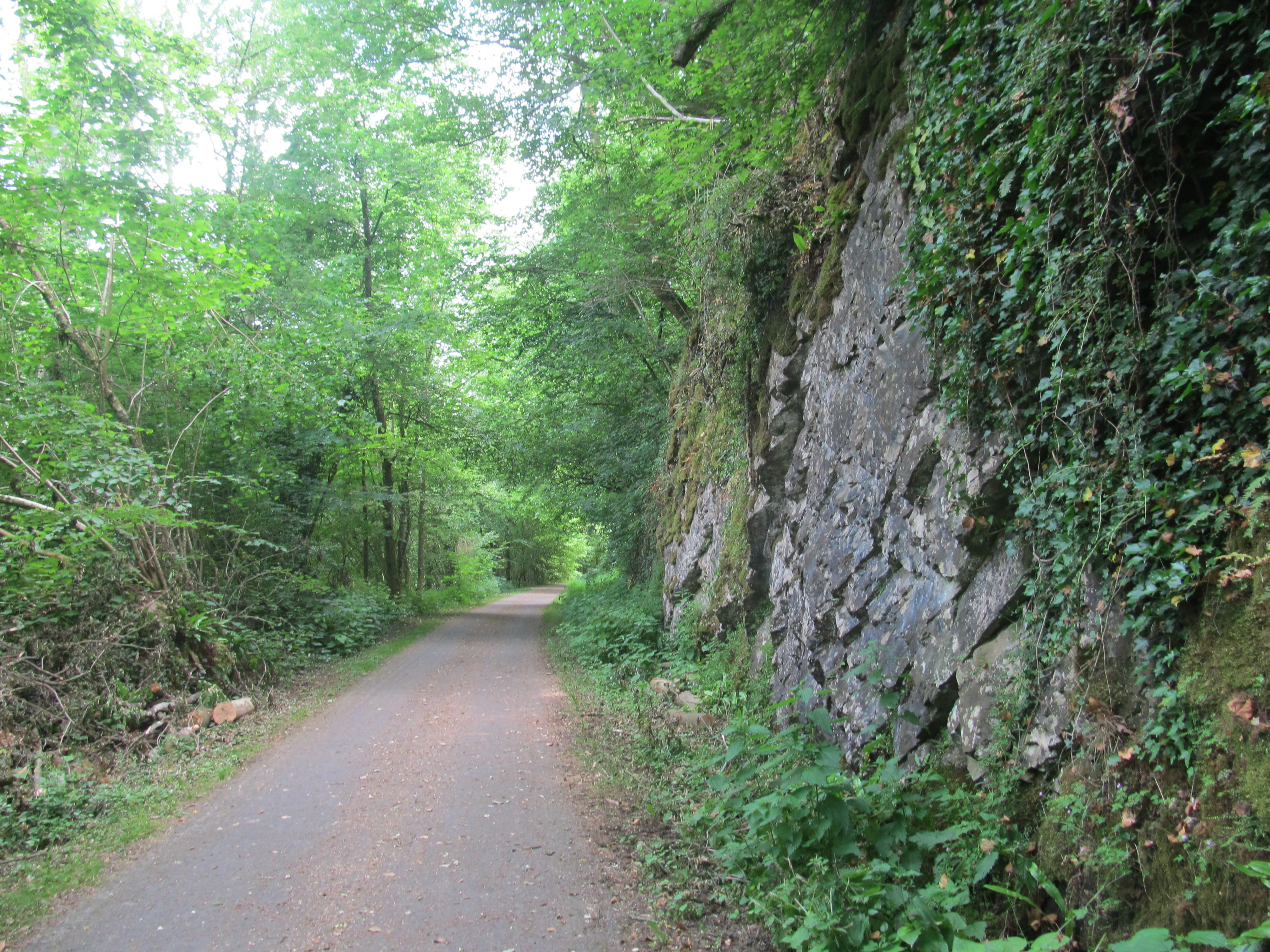
RAVeL près de l'ancienne halte de Royseux.

- La construction de cette ligne fut accordée par la convention du 15 janvier 1863[1] à la Compagnie "Hesbaye Condroz" qui inaugura la section Statte - Modave en 1872. L'État Belge en assura immédiatement l'exploitation[réf. nécessaire].
- La compagnie construisit ensuite la ligne 127 inaugurée en 1875, puis finalement la jonction Modave - Ciney en 1877. L'État rachètera l'infrastructure à la fin du siècle.
- Dans les années 1910, l’État envisagea d'utiliser la ligne pour des trains de marchandises très lourds venant de la ligne du Luxembourg. Plusieurs sections de la ligne, dont le « pont de fer » devaient être complètement reconstruits et une ligne nouvelle construite entre Marloie et Modave. Le projet fut abandonné après la Première Guerre mondiale.
- Au lendemain de la guerre, le pont de fer, dynamité[2], fut reconstruit en pierre et prévu pour la double voie, qui ne vit jamais le jour. L'espace dévolu à la seconde voie fait aujourd'hui office de chemin pédestre.
- Comme de nombreuses lignes secondaires, la ligne voit son trafic voyageur chuter au début des « golden sixties ». Le 11 novembre 1962, ce trafic est transféré à la route.
- La ligne est ensuite progressivement fermée faute de trafic marchandise. La section Marchin - Clavier d'abord, en 1965, puis au fil de la fermeture des raccordements, Clavier - Hamois (en 1973) et finalement Hamois-Ciney le 22 mars 1975[3]. Ce qu'i reste de l'ensemble de la section sud est démonté en 1982[réf. nécessaire].

- Comme pour les lignes 127 et 128, l'assiette n'est toutefois pas déferrée immédiatement, au titre d'infrastructure stratégique, comme maillon d'un contournement ferré de Namur. Un entretien minimal est assuré par l'armée.
- De nombreuses gares ont été vendues et réaménagées, dont celle de Hamois, transformée en restaurant dont l'une des annexes est constituée par une voiture mixte BD (2e classe et fourgon) de type K1.

## Utilisation

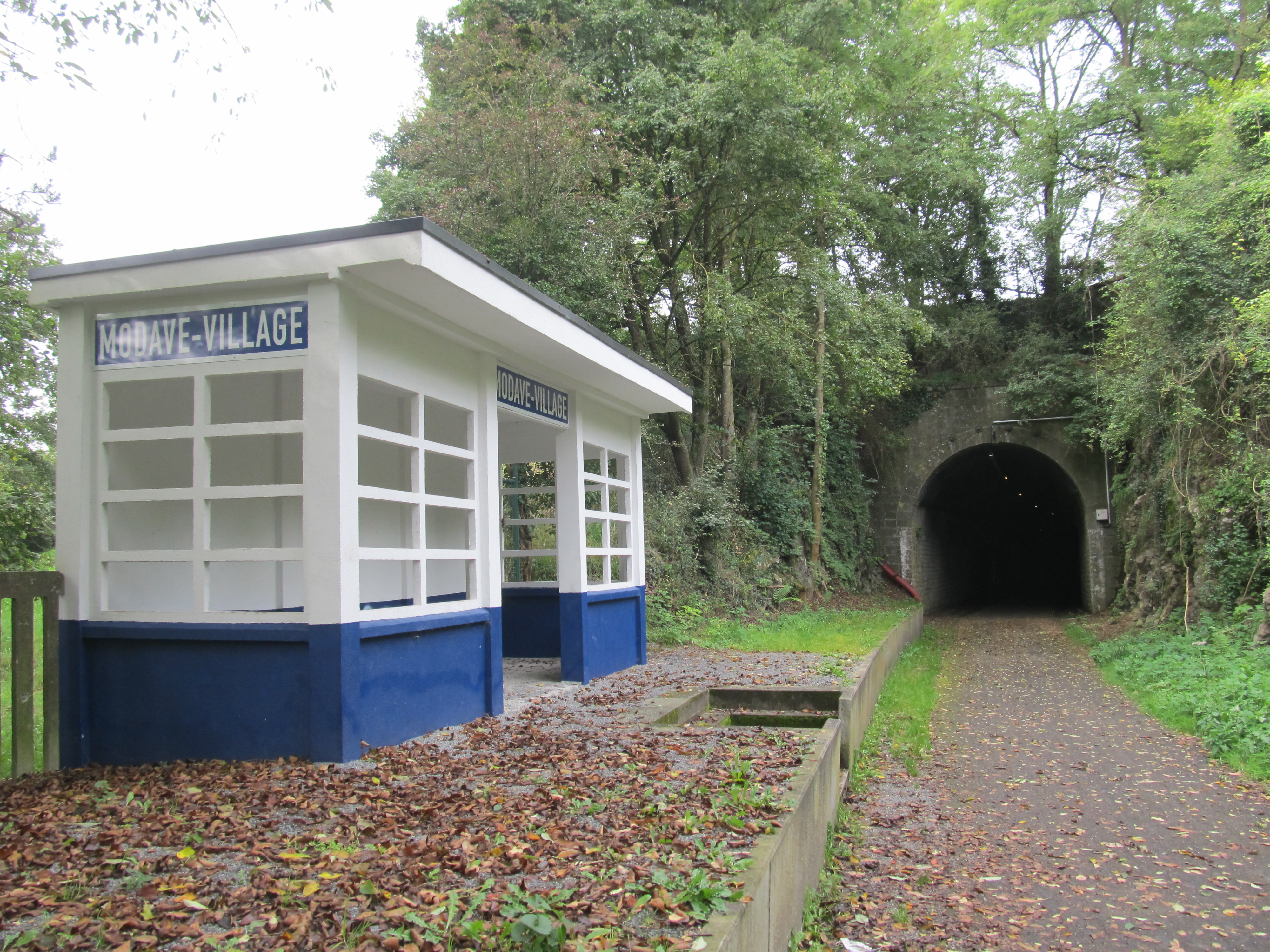
Halte rénovée de Modave-Village et tunnel de Modave.

Au début du XXIe siècle, le ministère de l'Équipement et des Transports de la Région wallonne définit les grandes lignes du Réseau RAVeL (Réseau Autonome de Voies Lentes) qui vise à mettre en place un maillage d'anciennes lignes de chemins de fer et voies de halage. La Ligne 126 fait partie du lot et le déferrement quasi intégral est effectué en 2008.
La section Statte - Marchin est toujours utilisée (exploitation simplifiée - 40 km/h).